# 7e étape du Tour d'Italie 2021
Pour un article plus général, voir Tour d'Italie 2021.
La 7e étape du Tour d'Italie 2021 se déroule le vendredi 14 mai 2021 entre Notaresco et Termoli, sur une distance de 181 km.

## Profil de l'étape
Cette étape de plaine relie Notaresco (région des Abruzzes) à Termoli (région du Molise) sur une distance de 181 kilomètres. Elle longe principalement la mer Adriatique. Elle ne compte qu'une seule côte répertoriée (Chieti, 4e catégorie après 62,3 kilomètres). Toutefois, la route s'élève quelques fois lorsque le tracé quitte temporairement la côte adriatique. L'arrivée à Termoli se caractérise par une brève montée de 200 m à une dizaine de % située à 1 700 m de l’arrivée suivie par un faux plat montant jusqu’à la ligne d'arrivée.

## Déroulement de l'étape
Dès que le départ fut lancé, le Suisse Simon Pellaud (Androni-Giocattoli), l’Italien Umberto Marengo (Bardiani) et le Britannique Mark Christian (Eolo-Kometa) prennent la poudre d'escampette. Ce trio va compter jusqu'à cinq minutes d'avance sur le peloton. Mais le travail des équipes des sprinteurs et le vent de face annihilent les ambitions de victoire des trois fuyards qui sont repris à 17 kilomètres de l'arrivée. Le sprinteur colombien Fernando Gaviria (UAE) lance le sprint de loin mais il se fait rattraper et dépasser par l'Australien Caleb Ewan (Lotto-Soudal) qui remporte une seconde victoire sur ce Giro avec une longueur d'avance sur l'Italien Davide Cimolai (Israel Start-Up) et le Belge Tim Merlier (Alpecin Fenix).

## Résultats

### Classement de l'étape
| \| Classement de l'étape \| Classement de l'étape \| Classement de l'étape \| Classement de l'étape \| Classement de l'étape \| \| Coureur \| Coureur \| Pays \| Équipe \| Temps \| \| --------------------- \| --------------------- \| --------------------- \| ---------------------------------- \| --------------------- \| \| 1er \| Caleb Ewan \| Australie \| Lotto-Soudal \| 4 h 42 min 12 s \| \| 2e \| Davide Cimolai \| Italie \| Israel Start-Up Nation \| + 0 s \| \| 3e \| Tim Merlier \| Belgique \| Alpecin-Fenix \| + 0 s \| \| 4e \| Matteo Moschetti \| Italie \| Trek-Segafredo \| + 0 s \| \| 5e \| Andrea Pasqualon \| Italie \| Intermarché-Wanty-Gobert Matériaux \| + 0 s \| \| 6e \| Fernando Gaviria \| Colombie \| UAE Team Emirates \| + 0 s \| \| 7e \| Dylan Groenewegen \| Pays-Bas \| Jumbo-Visma \| + 0 s \| \| 8e \| Max Kanter \| Allemagne \| Team DSM \| + 0 s \| \| 9e \| Filippo Fiorelli \| Italie \| Bardiani CSF Faizanè \| + 0 s \| \| 10e \| Sebastián Molano \| Colombie \| UAE Team Emirates \| + 0 s \| |                   |           |                                    |                 |
| |                   |           |                                    |                 |
| Source : ProCyclingStats |                   |           |                                    |                 |
| Classement de l'étape |                   |           |                                    |                 |
| Coureur | Coureur           | Pays      | Équipe                             | Temps           |
| 1er | Caleb Ewan        | Australie | Lotto-Soudal                       | 4 h 42 min 12 s |
| 2e | Davide Cimolai    | Italie    | Israel Start-Up Nation             | + 0 s           |
| 3e | Tim Merlier       | Belgique  | Alpecin-Fenix                      | + 0 s           |
| 4e | Matteo Moschetti  | Italie    | Trek-Segafredo                     | + 0 s           |
| 5e | Andrea Pasqualon  | Italie    | Intermarché-Wanty-Gobert Matériaux | + 0 s           |
| 6e | Fernando Gaviria  | Colombie  | UAE Team Emirates                  | + 0 s           |
| 7e | Dylan Groenewegen | Pays-Bas  | Jumbo-Visma                        | + 0 s           |
| 8e | Max Kanter        | Allemagne | Team DSM                           | + 0 s           |
| 9e | Filippo Fiorelli  | Italie    | Bardiani CSF Faizanè               | + 0 s           |
| 10e | Sebastián Molano  | Colombie  | UAE Team Emirates                  | + 0 s           |

### Points attribués pour le classement par points
| Sprint intermédiaire Crecchio (km 93,1) | Sprint intermédiaire Crecchio (km 93,1) | Sprint intermédiaire Crecchio (km 93,1) | Sprint intermédiaire Crecchio (km 93,1) | Sprint intermédiaire Crecchio (km 93,1) |
| --------------------------------------- | --------------------------------------- | --------------------------------------- | --------------------------------------- | --------------------------------------- |
|                                         | Coureur                                 | Pays                                    | Équipe                                  | Point(s)                                |
| 1er                                     | Umberto Marengo                         | Italie                                  | Bardiani CSF Faizanè                    | 12                                      |
| 2e                                      | Simon Pellaud                           | Suisse                                  | Androni Giocattoli-Sidermec             | 8                                       |
| 3e                                      | Mark Christian                          | Royaume-Uni                             | Eolo-Kometa                             | 6                                       |
| 4e                                      | Peter Sagan                             | Slovaquie                               | Bora-Hansgrohe                          | 5                                       |
| 5e                                      | Filippo Fiorelli                        | Italie                                  | Bardiani CSF Faizanè                    | 4                                       |
| 6e                                      | Mauro Schmid                            | Suisse                                  | Qhubeka Assos                           | 3                                       |
| 7e                                      | Daniel Oss                              | Italie                                  | Bora-Hansgrohe                          | 2                                       |
| 8e                                      | Filippo Zana                            | Italie                                  | Bardiani CSF Faizanè                    | 1                                       |
| modifier                                |                                         |                                         |                                         |                                         |

| Arrivée d'étape Termoli (km 181) | Arrivée d'étape Termoli (km 181) | Arrivée d'étape Termoli (km 181) | Arrivée d'étape Termoli (km 181)   | Arrivée d'étape Termoli (km 181) |
| -------------------------------- | -------------------------------- | -------------------------------- | ---------------------------------- | -------------------------------- |
|                                  | Coureur                          | Pays                             | Équipe                             | Point(s)                         |
| 1er                              | Caleb Ewan                       | Australie                        | Lotto-Soudal                       | 50                               |
| 2e                               | Davide Cimolai                   | Italie                           | Israel Start-Up Nation             | 35                               |
| 3e                               | Tim Merlier                      | Belgique                         | Alpecin-Fenix                      | 25                               |
| 4e                               | Matteo Moschetti                 | Italie                           | Trek-Segafredo                     | 18                               |
| 5e                               | Andrea Pasqualon                 | Italie                           | Intermarché-Wanty-Gobert Matériaux | 14                               |
| 6e                               | Fernando Gaviria                 | Colombie                         | UAE Team Emirates                  | 12                               |
| 7e                               | Dylan Groenewegen                | Pays-Bas                         | Jumbo-Visma                        | 10                               |
| 8e                               | Max Kanter                       | Allemagne                        | DSM                                | 8                                |
| 9e                               | Filippo Fiorelli                 | Italie                           | Bardiani CSF Faizanè               | 7                                |
| 10e                              | Sebastián Molano                 | Colombie                         | UAE Team Emirates                  | 6                                |
| 11e                              | Fabio Felline                    | Italie                           | Astana-Premier Tech                | 5                                |
| 12e                              | Giacomo Nizzolo                  | Italie                           | Qhubeka Assos                      | 4                                |
| 13e                              | Gianni Moscon                    | Italie                           | Ineos Grenadiers                   | 3                                |
| 14e                              | Peter Sagan                      | Slovaquie                        | Bora-Hansgrohe                     | 2                                |
| 15e                              | Elia Viviani                     | Italie                           | Cofidis                            | 1                                |
| modifier                         |                                  |                                  |                                    |                                  |

### Points attribués pour le classement du meilleur grimpeur
| \| Chieti (km 62,3) 4e catégorie (3,8 km à 6,8%) \| Chieti (km 62,3) 4e catégorie (3,8 km à 6,8%) \| Chieti (km 62,3) 4e catégorie (3,8 km à 6,8%) \| Chieti (km 62,3) 4e catégorie (3,8 km à 6,8%) \| Chieti (km 62,3) 4e catégorie (3,8 km à 6,8%) \| \| --------------------------------------------- \| --------------------------------------------- \| --------------------------------------------- \| --------------------------------------------- \| --------------------------------------------- \| \| \| Coureur \| Pays \| Équipe \| Point(s) \| \| 1er \| Simon Pellaud \| Suisse \| Androni Giocattoli-Sidermec \| 3 \| \| 2e \| Mark Christian \| Royaume-Uni \| Eolo-Kometa \| 2 \| \| 3e \| Umberto Marengo \| Italie \| Bardiani CSF Faizanè \| 1 \| \| modifier \| \| \| \| \| |                 |             |                             |          |
| Chieti (km 62,3) 4e catégorie (3,8 km à 6,8%) |                 |             |                             |          |
| | Coureur         | Pays        | Équipe                      | Point(s) |
| 1er | Simon Pellaud   | Suisse      | Androni Giocattoli-Sidermec | 3        |
| 2e | Mark Christian  | Royaume-Uni | Eolo-Kometa                 | 2        |
| 3e | Umberto Marengo | Italie      | Bardiani CSF Faizanè        | 1        |
| modifier |                 |             |                             |          |

### Points attribués pour le classement des sprints intermédiaires
| Sprint intermédiaire Crecchio (km 93,1) | Sprint intermédiaire Crecchio (km 93,1) | Sprint intermédiaire Crecchio (km 93,1) | Sprint intermédiaire Crecchio (km 93,1) | Sprint intermédiaire Crecchio (km 93,1) |
| --------------------------------------- | --------------------------------------- | --------------------------------------- | --------------------------------------- | --------------------------------------- |
|                                         | Coureur                                 | Pays                                    | Équipe                                  | Point(s)                                |
| 1er                                     | Umberto Marengo                         | Italie                                  | Bardiani CSF Faizanè                    | 10                                      |
| 2e                                      | Simon Pellaud                           | Suisse                                  | Androni Giocattoli-Sidermec             | 6                                       |
| 3e                                      | Mark Christian                          | Royaume-Uni                             | Eolo-Kometa                             | 3                                       |
| 4e                                      | Peter Sagan                             | Slovaquie                               | Bora-Hansgrohe                          | 2                                       |
| 5e                                      | Filippo Fiorelli                        | Italie                                  | Bardiani CSF Faizanè                    | 1                                       |
| modifier                                |                                         |                                         |                                         |                                         |

| Sprint intermédiaire Fossacesia (km 125,6) | Sprint intermédiaire Fossacesia (km 125,6) | Sprint intermédiaire Fossacesia (km 125,6) | Sprint intermédiaire Fossacesia (km 125,6) | Sprint intermédiaire Fossacesia (km 125,6) |
| ------------------------------------------ | ------------------------------------------ | ------------------------------------------ | ------------------------------------------ | ------------------------------------------ |
|                                            | Coureur                                    | Pays                                       | Équipe                                     | Point(s)                                   |
| 1er                                        | Umberto Marengo                            | Italie                                     | Bardiani CSF Faizanè                       | 10                                         |
| 2e                                         | Simon Pellaud                              | Suisse                                     | Androni Giocattoli-Sidermec                | 6                                          |
| 3e                                         | Mark Christian                             | Royaume-Uni                                | Eolo-Kometa                                | 3                                          |
| 4e                                         | Thomas De Gendt                            | Belgique                                   | Lotto-Soudal                               | 2                                          |
| 5e                                         | Senne Leysen                               | Belgique                                   | Alpecin-Fenix                              | 1                                          |
| modifier                                   |                                            |                                            |                                            |                                            |

### Bonifications
|   | Coureur         | Pays        | Équipe                      | Secondes |
| - | --------------- | ----------- | --------------------------- | -------- |
| 1 | Umberto Marengo | Italie      | Bardiani CSF Faizanè        | 3 s      |
| 2 | Simon Pellaud   | Suisse      | Androni Giocattoli-Sidermec | 2 s      |
| 3 | Mark Christian  | Royaume-Uni | Eolo-Kometa                 | 1 s      |

|   | Coureur        | Pays      | Équipe                 | Secondes |
| - | -------------- | --------- | ---------------------- | -------- |
| 1 | Caleb Ewan     | Australie | Lotto-Soudal           | 10 s     |
| 2 | Davide Cimolai | Italie    | Israel Start-Up Nation | 6 s      |
| 3 | Tim Merlier    | Belgique  | Alpecin-Fenix          | 4 s      |

## Classements à l'issue de l'étape

### Classement général
| \| Classement général \| Classement général \| Classement général \| Classement général \| Classement général \| \| Coureur \| Coureur \| Pays \| Équipe \| Temps \| \| ------------------ \| ------------------ \| ------------------ \| ---------------------- \| ------------------ \| \| 1er \| Attila Valter \| Hongrie \| Groupama-FDJ \| 26 h 59 min 18 s \| \| 2e \| Remco Evenepoel \| Belgique \| Deceuninck-Quick Step \| + 11 s \| \| 3e \| Egan Bernal \| Colombie \| Ineos Grenadiers \| + 16 s \| \| 4e \| Aleksandr Vlasov \| Russie \| Astana-Premier Tech \| + 24 s \| \| 5e \| Louis Vervaeke \| Belgique \| Alpecin-Fenix \| + 25 s \| \| 6e \| Hugh Carthy \| Royaume-Uni \| EF Education-Nippo \| + 38 s \| \| 7e \| Damiano Caruso \| Italie \| Bahrain Victorious \| + 39 s \| \| 8e \| Giulio Ciccone \| Italie \| Trek-Segafredo \| + 41 s \| \| 9e \| Dan Martin \| Irlande \| Israel Start-Up Nation \| + 47 s \| \| 10e \| Simon Yates \| Royaume-Uni \| BikeExchange \| + 49 s \| |                  |             |                        |                  |
| |                  |             |                        |                  |
| Source : ProCyclingStats |                  |             |                        |                  |
| Classement général |                  |             |                        |                  |
| Coureur | Coureur          | Pays        | Équipe                 | Temps            |
| 1er | Attila Valter    | Hongrie     | Groupama-FDJ           | 26 h 59 min 18 s |
| 2e | Remco Evenepoel  | Belgique    | Deceuninck-Quick Step  | + 11 s           |
| 3e | Egan Bernal      | Colombie    | Ineos Grenadiers       | + 16 s           |
| 4e | Aleksandr Vlasov | Russie      | Astana-Premier Tech    | + 24 s           |
| 5e | Louis Vervaeke   | Belgique    | Alpecin-Fenix          | + 25 s           |
| 6e | Hugh Carthy      | Royaume-Uni | EF Education-Nippo     | + 38 s           |
| 7e | Damiano Caruso   | Italie      | Bahrain Victorious     | + 39 s           |
| 8e | Giulio Ciccone   | Italie      | Trek-Segafredo         | + 41 s           |
| 9e | Dan Martin       | Irlande     | Israel Start-Up Nation | + 47 s           |
| 10e | Simon Yates      | Royaume-Uni | BikeExchange           | + 49 s           |

| Classement par points | Classement par points | Classement par points | Classement par points       | Classement par points |
| Coureur               | Coureur               | Pays                  | Équipe                      | Points                |
| --------------------- | --------------------- | --------------------- | --------------------------- | --------------------- |
| 1er                   | Caleb Ewan            | Australie             | Lotto-Soudal                | 106 pts               |
| 2e                    | Tim Merlier           | Belgique              | Alpecin-Fenix               | 83 pts                |
| 3e                    | Giacomo Nizzolo       | Italie                | Qhubeka Assos               | 76 pts                |
| 4e                    | Elia Viviani          | Italie                | Cofidis                     | 69 pts                |
| 5e                    | Davide Cimolai        | Italie                | Israel Start-Up Nation      | 66 pts                |
| 6e                    | Peter Sagan           | Slovaquie             | Bora-Hansgrohe              | 57 pts                |
| 7e                    | Fernando Gaviria      | Colombie              | UAE Team Emirates           | 42 pts                |
| 8e                    | Matteo Moschetti      | Italie                | Trek-Segafredo              | 42 pts                |
| 9e                    | Filippo Tagliani      | Italie                | Androni Giocattoli-Sidermec | 39 pts                |
| 10e                   | Filippo Fiorelli      | Italie                | Bardiani CSF Faizanè        | 39 pts                |

| Classement par points | Classement par points | Classement par points | Classement par points       | Classement par points |
| Coureur               | Coureur               | Pays                  | Équipe                      | Points                |
| --------------------- | --------------------- | --------------------- | --------------------------- | --------------------- |
| 1er                   | Caleb Ewan            | Australie             | Lotto-Soudal                | 106 pts               |
| 2e                    | Tim Merlier           | Belgique              | Alpecin-Fenix               | 83 pts                |
| 3e                    | Giacomo Nizzolo       | Italie                | Qhubeka Assos               | 76 pts                |
| 4e                    | Elia Viviani          | Italie                | Cofidis                     | 69 pts                |
| 5e                    | Davide Cimolai        | Italie                | Israel Start-Up Nation      | 66 pts                |
| 6e                    | Peter Sagan           | Slovaquie             | Bora-Hansgrohe              | 57 pts                |
| 7e                    | Fernando Gaviria      | Colombie              | UAE Team Emirates           | 42 pts                |
| 8e                    | Matteo Moschetti      | Italie                | Trek-Segafredo              | 42 pts                |
| 9e                    | Filippo Tagliani      | Italie                | Androni Giocattoli-Sidermec | 39 pts                |
| 10e                   | Filippo Fiorelli      | Italie                | Bardiani CSF Faizanè        | 39 pts                |

| Classement de la montagne | Classement de la montagne | Classement de la montagne | Classement de la montagne          | Classement de la montagne |
| Coureur                   | Coureur                   | Pays                      | Équipe                             | Points                    |
| ------------------------- | ------------------------- | ------------------------- | ---------------------------------- | ------------------------- |
| 1er                       | Gino Mäder                | Suisse                    | Bahrain Victorious                 | 26 pts                    |
| 2e                        | Geoffrey Bouchard         | France                    | AG2R Citroën Team                  | 18 pts                    |
| 3e                        | Vincenzo Albanese         | Italie                    | Eolo-Kometa                        | 16 pts                    |
| 4e                        | Rein Taaramäe             | Estonie                   | Intermarché-Wanty-Gobert Matériaux | 13 pts                    |
| 5e                        | Matej Mohorič             | Slovénie                  | Bahrain Victorious                 | 10 pts                    |
| 6e                        | Alessandro De Marchi      | Italie                    | Israel Start-Up Nation             | 10 pts                    |
| 7e                        | Francesco Gavazzi         | Italie                    | Eolo-Kometa                        | 9 pts                     |
| 8e                        | Simon Pellaud             | Suisse                    | Androni Giocattoli-Sidermec        | 9 pts                     |
| 9e                        | Egan Bernal               | Colombie                  | Ineos Grenadiers                   | 8 pts                     |
| 10e                       | Simone Ravanelli          | Italie                    | Androni Giocattoli-Sidermec        | 8 pts                     |

| Classement de la montagne | Classement de la montagne | Classement de la montagne | Classement de la montagne          | Classement de la montagne |
| Coureur                   | Coureur                   | Pays                      | Équipe                             | Points                    |
| ------------------------- | ------------------------- | ------------------------- | ---------------------------------- | ------------------------- |
| 1er                       | Gino Mäder                | Suisse                    | Bahrain Victorious                 | 26 pts                    |
| 2e                        | Geoffrey Bouchard         | France                    | AG2R Citroën Team                  | 18 pts                    |
| 3e                        | Vincenzo Albanese         | Italie                    | Eolo-Kometa                        | 16 pts                    |
| 4e                        | Rein Taaramäe             | Estonie                   | Intermarché-Wanty-Gobert Matériaux | 13 pts                    |
| 5e                        | Matej Mohorič             | Slovénie                  | Bahrain Victorious                 | 10 pts                    |
| 6e                        | Alessandro De Marchi      | Italie                    | Israel Start-Up Nation             | 10 pts                    |
| 7e                        | Francesco Gavazzi         | Italie                    | Eolo-Kometa                        | 9 pts                     |
| 8e                        | Simon Pellaud             | Suisse                    | Androni Giocattoli-Sidermec        | 9 pts                     |
| 9e                        | Egan Bernal               | Colombie                  | Ineos Grenadiers                   | 8 pts                     |
| 10e                       | Simone Ravanelli          | Italie                    | Androni Giocattoli-Sidermec        | 8 pts                     |

| Classement du meilleur jeune | Classement du meilleur jeune | Classement du meilleur jeune | Classement du meilleur jeune | Classement du meilleur jeune |
| Coureur                      | Coureur                      | Pays                         | Équipe                       | Temps                        |
| ---------------------------- | ---------------------------- | ---------------------------- | ---------------------------- | ---------------------------- |
| 1er                          | Attila Valter                | Hongrie                      | Groupama-FDJ                 | 26 h 59 min 18 s             |
| 2e                           | Remco Evenepoel              | Belgique                     | Deceuninck-Quick Step        | + 11 s                       |
| 3e                           | Egan Bernal                  | Colombie                     | Ineos Grenadiers             | + 16 s                       |
| 4e                           | Aleksandr Vlasov             | Russie                       | Astana-Premier Tech          | + 24 s                       |
| 5e                           | Daniel Martínez              | Colombie                     | Ineos Grenadiers             | + 1 min 06 s                 |
| 6e                           | Tobias Foss                  | Norvège                      | Jumbo-Visma                  | + 1 min 53 s                 |
| 7e                           | Jai Hindley                  | Australie                    | Team DSM                     | + 3 min 29 s                 |
| 8e                           | Gino Mäder                   | Suisse                       | Bahrain Victorious           | + 3 h 30 min 00 s            |
| 9e                           | Harold Tejada                | Colombie                     | Astana-Premier Tech          | + 4 h 13 min 00 s            |
| 10e                          | João Almeida                 | Portugal                     | Deceuninck-Quick Step        | + 4 h 49 min 00 s            |

| Classement du meilleur jeune | Classement du meilleur jeune | Classement du meilleur jeune | Classement du meilleur jeune | Classement du meilleur jeune |
| Coureur                      | Coureur                      | Pays                         | Équipe                       | Temps                        |
| ---------------------------- | ---------------------------- | ---------------------------- | ---------------------------- | ---------------------------- |
| 1er                          | Attila Valter                | Hongrie                      | Groupama-FDJ                 | 26 h 59 min 18 s             |
| 2e                           | Remco Evenepoel              | Belgique                     | Deceuninck-Quick Step        | + 11 s                       |
| 3e                           | Egan Bernal                  | Colombie                     | Ineos Grenadiers             | + 16 s                       |
| 4e                           | Aleksandr Vlasov             | Russie                       | Astana-Premier Tech          | + 24 s                       |
| 5e                           | Daniel Martínez              | Colombie                     | Ineos Grenadiers             | + 1 min 06 s                 |
| 6e                           | Tobias Foss                  | Norvège                      | Jumbo-Visma                  | + 1 min 53 s                 |
| 7e                           | Jai Hindley                  | Australie                    | Team DSM                     | + 3 min 29 s                 |
| 8e                           | Gino Mäder                   | Suisse                       | Bahrain Victorious           | + 3 h 30 min 00 s            |
| 9e                           | Harold Tejada                | Colombie                     | Astana-Premier Tech          | + 4 h 13 min 00 s            |
| 10e                          | João Almeida                 | Portugal                     | Deceuninck-Quick Step        | + 4 h 49 min 00 s            |

| Classement par équipes | Classement par équipes | Classement par équipes | Classement par équipes |
| Équipe                 | Équipe                 | Pays                   | Temps                  |
| ---------------------- | ---------------------- | ---------------------- | ---------------------- |
| 1re                    | Bahrain Victorious     | Bahreïn                | 80 h 59 min 58 s       |
| 2e                     | Ineos Grenadiers       | Royaume-Uni            | + 39 s                 |
| 3e                     | Team BikeExchange      | Australie              | + 2 min 48 s           |
| 4e                     | Trek-Segafredo         | États-Unis             | + 3 min 48 s           |
| 5e                     | Deceuninck-Quick Step  | Belgique               | + 5 min 47 s           |
| 6e                     | EF Education-Nippo     | États-Unis             | + 6 min 10 s           |
| 7e                     | Team DSM               | Allemagne              | + 12 min 55 s          |
| 8e                     | Movistar Team          | Espagne                | + 13 min 46 s          |
| 9e                     | Jumbo-Visma            | Pays-Bas               | + 18 min 39 s          |
| 10e                    | Astana-Premier Tech    | Kazakhstan             | + 21 min 25 s          |

| Classement par équipes | Classement par équipes | Classement par équipes | Classement par équipes |
| Équipe                 | Équipe                 | Pays                   | Temps                  |
| ---------------------- | ---------------------- | ---------------------- | ---------------------- |
| 1re                    | Bahrain Victorious     | Bahreïn                | 80 h 59 min 58 s       |
| 2e                     | Ineos Grenadiers       | Royaume-Uni            | + 39 s                 |
| 3e                     | Team BikeExchange      | Australie              | + 2 min 48 s           |
| 4e                     | Trek-Segafredo         | États-Unis             | + 3 min 48 s           |
| 5e                     | Deceuninck-Quick Step  | Belgique               | + 5 min 47 s           |
| 6e                     | EF Education-Nippo     | États-Unis             | + 6 min 10 s           |
| 7e                     | Team DSM               | Allemagne              | + 12 min 55 s          |
| 8e                     | Movistar Team          | Espagne                | + 13 min 46 s          |
| 9e                     | Jumbo-Visma            | Pays-Bas               | + 18 min 39 s          |
| 10e                    | Astana-Premier Tech    | Kazakhstan             | + 21 min 25 s          |

## Abandons
- Domenico Pozzovivo (Qhubeka Assos) : non-partant